# Cercando l'oro
Cercando l'oro è il decimo album del cantautore italiano Angelo Branduardi. Come l'album precedente è stato pubblicato in lingua italiana e in lingua francese.
I testi sono sempre scritti insieme a Luisa Zappa e con Étienne Roda-Gil per la versione francese. Piano piano è la versione italiana del tradizionale inglese Barbara Allen (la Child Ballads numero 84), inciso anche da Joan Baez e da Alan Stivell che, tra l'altro, partecipa all'incisione di questo disco. Lo stesso brano avrà una seconda rielaborazione dal titolo Barbriallen nell'album Così è se mi pare del 2011. La musica del brano Cercando l'oro è liberamente ispirata dalla canzone Under the mango tree tratta dal primo Bond movie Agente 007 - Licenza di uccidere (senza fonte). I disegni di copertina sono di Emanuele Luzzati.

## Tracce
Testi di Luisa e Angelo Branduardi, musiche di Angelo Branduardi. 
1. Il libro – 4:28
2. La giostra – 4:36
3. L'acrobata – 3:16
4. Piano piano – 4:32
5. Natale – 3:34
6. Cercando l'oro – 5:05
7. L'isola – 4:53
8. Profumo d'arancio – 3:21
9. La volpe – 4:19
10. Ora che il giorno è finito – 4:03

## Tout l'or du monde(versione francese) 1983
1. Le livre
2. La ronde
3. Au bord du vide
4. Le duvet
5. Retour de Noël
6. Tout l'or du monde
7. L'île du rêve
8. Parfum d'orange
9. La loutre
10. Petite chanson chinoise

## Musicisti
- Angelo Branduardi: voce, chitarra, violino, cori
- Franco di Sabatino: tastiere
- Maurizio Fabrizio: chitarra
- Andrea Verardi: basso
- Massimo di Vecchio: tastiere
- Andy Surdi: batteria, percussioni
- Adriano Giordanella: percussioni
- Roberto Puleo: chitarra, plettri
- Piercarlo Zanco: percussioni, tastiere, campane tubolari
- Alan Stivell: cornamusa in La giostra ed arpa celtica in Piano piano